# Auftanken.tv
auftanken.TV ist ein Schweizer Privatsender, der über das Kabelnetz, IPTV, Internetfernsehen, Livestream sowie App und Satellit übertragen wird. Im 24-Stundenprogramm des Bildungs- und Kultursenders werden täglich Dokus, Spielfilme inkl. TV-Premieren, gesundheitliche Themen, Klassik-Konzerte und Eigenproduktionen ohne Teleshopping gezeigt. Gründerin und CEO ist Yvonne Maurer. COO und Programmleiter Pät Schreiber. auftanken.TV ging am 10. Oktober 2017 auf Sendung und gehört zwischenzeitlich zu den meist geschauten Sendern (Quelle: Mediapulse, 1. Semesterzahlen 2022) der Schweiz. Ringier Axel Springer Schweiz betitelte auftanken.TV als «ARTE der Alpen».

## Programm und Empfang
Das 24-Stunden-Programm von auftanken.TV wird redaktionell betreut und ist thematisch breit gefächert. Ein besonderer Schwerpunkt liegt auf Inhalten mit christlich-humanistischem, gesellschaftskritischem oder gesundheitsbezogenem Bezug.
Der Sender ist über verschiedene Plattformen empfangbar, darunter:
- Swisscom blue TV (Kanal 24)
- Sunrise TV (Kanal 62)
- Salt TV (Kanal 37)
- Quickline (Kanal 54)
- Zattoo (Live-Streaming)
- Die eigene Website[3]